# Philippe Ricord
Philippe Abel Ricord (Baltimore, 10 de diciembre de 1800 - París, 22 de octubre de 1889) fue un médico y cirujano francés del siglo XIX que realizó importantes aportaciones a la medicina en el campo de la urología y las enfermedades de transmisión sexual. Describió los diferentes estadios de la sífilis, y en el año 1838 demostró que la sífilis y la gonorrea no eran la misma enfermedad, como hasta entonces se creía. Estableció parte de su familia en Estados Unidos y Panamá en Centroamérica. A lo largo de su vida recibió diferentes honores, desde el 26 de octubre de 1869 fue cirujano de Napoleon III y durante el sitio de París en la guerra franco-prusiana, organizó un servicio sanitario para atender a la población, compuesto por más de 300 médicos y estudiantes de medicina incluyendo giras médicas en América específicamente en Panamá en epidemias de malaria, por tal motivo recibió el nombramiento de Gran Oficial de la Legión de Honor en el año 1881. Miembro de la Académie Nationale de Médecine.

## Publicaciones
- De l'emploi du speculum (París, 1833)
- De la blennorrhagie de la femme (1834)
- Emploi de l'onguent mercuriel dans le traitement de l'eresipele (1836)
- Monographie du chancre (1837)
- Théorie sur la nature et le traite-ment de l'epididymite (1838)
- Traite des maladies veneriennes (8 volúmenes, 1838)[3]
- De l'ophthalmie blennorrhagique (1842)
- Clinique iconographique de l'hôpital des veneriens (1842–1851)
- De la syphilisation (1853)
- Lettres sur la syphilis (1851)
- Leçons sur le chancre (1858)